# Стойно Черногорски
Стойно Ганев Черногорски, наричан Трудолюбов, е български революционер, войвода на Вътрешната македоно-одринска революционна организация.

## Биография
Роден е в село Средногорово, Казанлъшко. Завършва гимназия в Казанлък и работи като техник. През май 1899 година е делегат от Никополското македоно-одринско дружество на Шестия македонски конгрес.
Влиза във ВМОРО и активно участва в подготовката, въоръжаването и военното обучение на чети в България. През Илинденско-Преображенското въстание е подвойвода в третата чета на Никола Дечев, която се сражава с османците при село Луково, Кратовско. Оставя спомени за въстанието. Умира на 18 септември 1948 година в Пловдив.